# Temporada 2024-25 de la NBA
La temporada 2024-25 de la NBA fue la septuagésimo novena temporada de la historia de la competición norteamericana de baloncesto. El Draft de la NBA se celebró el 26 de junio en el Barclays Center en Brooklyn, lugar que desde la edición del 2013, es sede de dicho evento. La primera posición la tuvo Atlanta Hawks, que solo tenía un 3,0 % de conseguir el número uno, y eligió al francés Zaccharie Risacher. El All-Star Game se celebró en el Chase Center de San Francisco en febrero de 2025.

## Transacciones

### Retiradas
- El 2 de julio de 2024, Kemba Walker anunció su retirada del baloncesto profesional.[1] Al día siguiente tomó el puesto de entrenador de acondicionamiento físico de los Hornets.[2] Disputó 12 temporadas en la liga, principalmente con los Hornets y Mavericks, además de ser seleccionado cuatro veces al All-Star de la NBA. Su última temporada como profesional la jugó para el AS Mónaco Basket.[2]
- El 1 de agosto de 2024, Gordon Hayward decidió poner fin a su carrera como baloncestista profesional. Durante su trayectoria disputó más de 10 temporadas, la mayoría para el Utah Jazz.[3][4]
- El 14 de agosto de 2024, Joe Harris comunicó que se retiraba del baloncesto profesional. Duró 10 temporadas en la liga jugando para tres equipos, siete temporadas en los Brooklyn Nets, siendo seleccionado para el All-Star de la NBA en 2019, además de que salió ganador del concurso de triples de dicho evento.[5]

### Cambios de entrenadores
| Equipo               | Temporada 2023-24      | Temporada 2024-25        |
| Fuera de temporada   | Fuera de temporada     | Fuera de temporada       |
| -------------------- | ---------------------- | ------------------------ |
| Brooklyn Nets        | Kevin Ollie (Interino) | Jordi Fernández          |
| Charlotte Hornets    | Steve Clifford         | Charles Lee              |
| Cleveland Cavaliers  | J. B. Bickerstaff      | Kenny Atkinson           |
| Detroit Pistons      | Monty Williams         | J. B. Bickerstaff        |
| Los Angeles Lakers   | Darvin Ham             | J. J. Redick             |
| Phoenix Suns         | Frank Vogel            | Mike Budenholzer         |
| Washington Wizards   | Brian Keefe (Interino) | Brian Keefe              |
| Durante la temporada |                        |                          |
| Sacramento Kings     | Mike Brown             | Doug Christie (Interino) |
| Memphis Grizzlies    | Taylor Jenkins         | Tuomas Iisalo (Interino) |
| Denver Nuggets       | Michael Malone         | David Adelman (Interino) |

#### Al término de la temporada
- El 3 de abril de 2024, los Charlotte Hornets anunciaron que Steve Clifford dejaría el cargo de entrenador en jefe al final de la temporada 2023-24 y asumiría una función de asesoramiento en la oficina principal.[6]

- El 22 de abril de 2024, los Brooklyn Nets contrataron al español Jordi Fernández como su nuevo entrenador en jefe.[7]

- El 3 de mayo de 2024, Los Angeles Lakers despidieron a su entrenador en jefe Darvin Ham después de dos temporadas con el equipo. En ambas temporadas alcanzó los playoffs pero fue eliminado por los Denver Nuggets. Tuvo un récord acumulado de 90-74.[8]

- El 9 de mayo de 2024, los Hornets anunciaron a Charles Lee como su nuevo entrenador principal.[9] Su contrato es por cuatro temporadas.[10]

- Ese mismo día, 9 de mayo de 2024, los Phoenix Suns anunciaron que Frank Vogel era destituido de su cargo después de sólo una temporada con el equipo. Tuvo una marca positiva, pero la mala actuación del equipo en playoffs fue la causa de su despido.[11]

- Al día siguiente, 10 de mayo de 2024, los Suns contrataron a Mike Budenholzer como su nuevo entrenador en jefe.[12]

- El 23 de mayo de 2024, los Cleveland Cavaliers despidieron a su entrenador en jefe J. B. Bickerstaff después de cinco temporadas con el equipo. Al mando del equipo, tuvo un récord acumulado de 170-159, y alcanzó playoffs en las últimas dos campañas.[13]

- Seis días más tarde, el 29 de mayo de 2024, los Washington Wizards anunciaron que, después de su interinato, Brian Keefe asumía el puesto de entrenador principal a tiempo completo.[14]

- El 19 de junio de 2024, los Detroit Pistons comunicaron el despido de Monty Williams como entrenador después de solo una temporada al mando de la franquicia.[15] Había firmado por seis años, pero el tener un récord de únicamente 14 victorias fue la justificación de su desvinculación.[16]

- Cinco días después, el 24 de junio de 2024, los Lakers anunciaron la llegada de J. J. Redick como su nuevo entrenador.[17] Firmó un acuerdo por cuatro años y 8 millones de dólares por temporada.[18]

- Más tarde, el 28 de junio de 2024, los Cavaliers contrataron a Kenny Atkinson como su nuevo entrenador principal.[19] El contrato de Atkinson con la franquicia durará cinco años.[20]

- El 3 de julio de 2024, los Pistons comunicaron que J. B. Bickerstaff se integraba al equipo como entrenador en jefe.[21] El acuerdo es por cinco años.[22]

#### Durante la temporada
- El 27 de diciembre de 2024, los Sacramento Kings despidieron a Mike Brown estando en su tercera temporada, siendo nombrado Doug Christie como entrenador interino.[23]
- El 28 de marzo de 2025, los Memphis Grizzlies anunciaron el despido de Taylor Jenkins tras seis temporadas en el equipo, siendo que el finlandés Tuomas Iisalo era apuntado como el nuevo entrenador en un interinato.[24]
- El 8 de abril de 2025, los Denver Nuggets anunciaron el despido de Michael Malone después de diez temporadas con la franquicia. David Adelman fue anunciado como el entrenador interino.[25]

## Encuentros internacionales
La NBA continuó con la programación de la Serie Internacional de la NBA con tres partidos de temporada regular fuera de territorio estadounidense. El primero se disputó el sábado 2 de noviembre, en la Arena Ciudad de México entre Washington Wizards y Miami Heat con victoria para los de Florida.
Los otros dos partidos de la Serie Internacional de la NBA se llevaron a cabo el 23 y 25 de enero en el Accor Arena de París, Francia, siendo ambos entre los Indiana Pacers y los San Antonio Spurs, con un triunfo por bando.

### Pretemporada
| Fecha        | Equipos                           | Pabellón     | Lugar                            | Ref.   |
| ------------ | --------------------------------- | ------------ | -------------------------------- | ------ |
| 4 de octubre | Boston Celtics vs. Denver Nuggets | Etihad Arena | Abu Dabi, Emiratos Árabes Unidos | [ 28 ] |
| 6 de octubre | Denver Nuggets vs. Boston Celtics | Etihad Arena | Abu Dabi, Emiratos Árabes Unidos | [ 28 ] |

### Temporada
| Fecha                     | Equipos                                  | Pabellón                  | Lugar                     | Ref.                      |
| NBA Mexico City Game 2024 | NBA Mexico City Game 2024                | NBA Mexico City Game 2024 | NBA Mexico City Game 2024 | NBA Mexico City Game 2024 |
| ------------------------- | ---------------------------------------- | ------------------------- | ------------------------- | ------------------------- |
| 2 de noviembre            | Miami Heat 118–98 Washington Wizards     | Arena Ciudad de México    | Ciudad de México, México  | [ 26 ]                    |
| NBA Paris Games 2025      |                                          |                           |                           |                           |
| 23 de enero               | Indiana Pacers 110–140 San Antonio Spurs | Accor Arena               | París, Francia            | [ 27 ]                    |
| 25 de enero               | San Antonio Spurs 98–136 Indiana Pacers  | Accor Arena               | París, Francia            | [ 27 ]                    |

## Clasificaciones
Última actualización: 14 de abril de 2025 
Entre paréntesis, puesto que ocupan en la clasificación de la Conferencia.

### Conferencia Este
| División Atlántico      | División Atlántico | División Atlántico | División Atlántico | División Atlántico | División Atlántico | División Atlántico |
| ----------------------- | ------------------ | ------------------ | ------------------ | ------------------ | ------------------ | ------------------ |
| Equipos                 | G                  | P                  | PCT                | PV                 | PP                 | PPR                |
| Boston Celtics (2)      | 61                 | 21                 | .744               | —                  | 116.3              | 107.2              |
| New York Knicks (3)     | 51                 | 31                 | .622               | 10.0               | 115.8              | 111.7              |
| Toronto Raptors (11)    | 30                 | 52                 | .366               | 31.0               | 110.9              | 115.2              |
| Brooklyn Nets (12)      | 26                 | 56                 | .317               | 35.0               | 105.1              | 112.2              |
| Philadelphia 76ers (13) | 24                 | 58                 | .293               | 37.0               | 109.6              | 115.8              |

| División Central        | División Central | División Central | División Central | División Central | División Central | División Central |
| ----------------------- | ---------------- | ---------------- | ---------------- | ---------------- | ---------------- | ---------------- |
| Equipos                 | G                | P                | PCT              | PV               | PP               | PPR              |
| Cleveland Cavaliers (1) | 64               | 18               | .780             | —                | 121.9            | 112.4            |
| Indiana Pacers (4)      | 50               | 32               | .610             | 14.0             | 117.4            | 115.1            |
| Milwaukee Bucks (5)     | 48               | 34               | .585             | 16.0             | 115.5            | 113.0            |
| Detroit Pistons (6)     | 44               | 38               | .537             | 20.0             | 115.5            | 113.6            |
| Chicago Bulls (9)       | 39               | 43               | .476             | 25.0             | 117.8            | 119.4            |

| División Sureste        | División Sureste | División Sureste | División Sureste | División Sureste | División Sureste | División Sureste |
| ----------------------- | ---------------- | ---------------- | ---------------- | ---------------- | ---------------- | ---------------- |
| Equipos                 | G                | P                | PCT              | PV               | PP               | PPR              |
| Orlando Magic (7)       | 41               | 41               | .500             | —                | 105.4            | 105.5            |
| Atlanta Hawks (8)       | 40               | 42               | .488             | 1.0              | 118.2            | 119.3            |
| Miami Heat (10)         | 37               | 45               | .451             | 4.0              | 110.6            | 110.0            |
| Charlotte Hornets (14)  | 19               | 63               | .232             | 22.0             | 105.1            | 114.2            |
| Washington Wizards (15) | 18               | 64               | .220             | 23.0             | 108.0            | 120.4            |

### Conferencia Oeste
| División Noroeste           | División Noroeste | División Noroeste | División Noroeste | División Noroeste | División Noroeste | División Noroeste |
| --------------------------- | ----------------- | ----------------- | ----------------- | ----------------- | ----------------- | ----------------- |
| Equipos                     | G                 | P                 | PCT               | PV                | PP                | PPR               |
| Oklahoma City Thunder (1)   | 68                | 14                | .829              | —                 | 120.5             | 107.6             |
| Denver Nuggets (4)          | 50                | 32                | .610              | 18.0              | 120.8             | 116.9             |
| Minnesota Timberwolves (6)  | 49                | 33                | .598              | 19.0              | 114.3             | 109.3             |
| Portland Trail Blazers (12) | 36                | 46                | .439              | 32.0              | 110.9             | 113.9             |
| Utah Jazz (15)              | 17                | 65                | .207              | 51.0              | 111.9             | 121.2             |

| División Pacífico         | División Pacífico | División Pacífico | División Pacífico | División Pacífico | División Pacífico | División Pacífico |
| ------------------------- | ----------------- | ----------------- | ----------------- | ----------------- | ----------------- | ----------------- |
| Equipos                   | G                 | P                 | PCT               | PV                | PP                | PPR               |
| Los Angeles Lakers (3)    | 50                | 32                | .610              | —                 | 113.4             | 112.2             |
| Los Angeles Clippers (5)  | 50                | 32                | .610              | —                 | 112.9             | 108.2             |
| Golden State Warriors (7) | 48                | 34                | .585              | 2.0               | 113.8             | 110.5             |
| Sacramento Kings (9)      | 40                | 42                | .488              | 10.0              | 115.7             | 115.3             |
| Phoenix Suns (11)         | 36                | 46                | .439              | 14.0              | 113.6             | 116.6             |

| División Suroeste         | División Suroeste | División Suroeste | División Suroeste | División Suroeste | División Suroeste | División Suroeste |
| ------------------------- | ----------------- | ----------------- | ----------------- | ----------------- | ----------------- | ----------------- |
| Equipos                   | G                 | P                 | PCT               | PV                | PP                | PPR               |
| Houston Rockets (2)       | 52                | 30                | .634              | —                 | 114.3             | 109.8             |
| Memphis Grizzlies (8)     | 48                | 34                | .585              | 4.0               | 121.7             | 116.9             |
| Dallas Mavericks (10)     | 39                | 43                | .476              | 13.0              | 114.2             | 115.4             |
| San Antonio Spurs (13)    | 34                | 48                | .415              | 18.0              | 113.9             | 116.7             |
| New Orleans Pelicans (14) | 21                | 61                | .256              | 31.0              | 109.8             | 119.3             |

### Eliminatoria 'Play-In'
| Play-In Conferencia Este |
| ------------------------ |

|  | 15 y 16 de abril | 15 y 16 de abril | 15 y 16 de abril |     |   | 18 de abril   | 18 de abril | 18 de abril |    |            | Clasificados | Clasificados  | Clasificados |
|  |                  |                  |                  |     |   |               |             |             |    |            |              |               |              |
|  | 7                | Orlando Magic    | 120              |     |   |               |             |             |    |            |              |               |              |
|  | 8                | Atlanta Hawks    | 95               |     |   |               |             |             |    |            | 7            | Orlando Magic | 7.ºPO        |
|  |                  |                  |                  |     | 8 | Atlanta Hawks | 114         |             | 10 | Miami Heat | 8.ºPO        |               |              |
|  |                  | 10               | Miami Heat (OT)  | 123 |   |               |             |             |    |            |              |               |              |
|  | 9                | Chicago Bulls    | 90               |     |   |               |             |             |    |            |              |               |              |
|  | 10               | Miami Heat       | 109              |     |   |               |             |             |    |            |              |               |              |

| Play-In Conferencia Oeste |
| ------------------------- |

|  | 15 y 16 de abril | 15 y 16 de abril      | 15 y 16 de abril |     |   | 18 de abril       | 18 de abril | 18 de abril |   |                   | Clasificados | Clasificados          | Clasificados |
|  |                  |                       |                  |     |   |                   |             |             |   |                   |              |                       |              |
|  | 7                | Golden State Warriors | 121              |     |   |                   |             |             |   |                   |              |                       |              |
|  | 8                | Memphis Grizzlies     | 116              |     |   |                   |             |             |   |                   | 7            | Golden State Warriors | 7.ºPO        |
|  |                  |                       |                  |     | 8 | Memphis Grizzlies | 120         |             | 8 | Memphis Grizzlies | 8.ºPO        |                       |              |
|  |                  | 10                    | Dallas Mavericks | 106 |   |                   |             |             |   |                   |              |                       |              |
|  | 9                | Sacramento Kings      | 106              |     |   |                   |             |             |   |                   |              |                       |              |
|  | 10               | Dallas Mavericks      | 120              |     |   |                   |             |             |   |                   |              |                       |              |

## Playoffs
Los Playoffs de la NBA de 2025 darán comienzo el sábado 19 de abril de 2025 y terminarán con las Finales de la NBA de 2025, en junio.
|  | Primera ronda     | Primera ronda          | Primera ronda          |   |                       | Semifinales de Conferencia | Semifinales de Conferencia | Semifinales de Conferencia |  |    | Finales de Conferencia | Finales de Conferencia | Finales de Conferencia |  |    | Finales de la NBA | Finales de la NBA | Finales de la NBA |
|  |                   |                        |                        |   |                       |                            |                            |                            |  |    |                        |                        |                        |  |    |                   |                   |                   |
|  | E1                | Cleveland Cavaliers    | 4                      |   |                       |                            |                            |                            |  |    |                        |                        |                        |  |    |                   |                   |                   |
|  | E8                | Miami Heat             | 0                      |   |                       |                            |                            |                            |  |    |                        |                        |                        |  |    |                   |                   |                   |
|  | E8                | Miami Heat             | 0                      |   | E1                    | Cleveland Cavaliers        | 1                          |                            |  |    |                        |                        |                        |  |    |                   |                   |                   |
|  |                   |                        |                        |   | E1                    | Cleveland Cavaliers        | 1                          |                            |  |    |                        |                        |                        |  |    |                   |                   |                   |
|  |                   | E4                     | Indiana Pacers         | 4 |                       |                            |                            |                            |  |    |                        |                        |                        |  |    |                   |                   |                   |
|  | E4                | E4                     | Indiana Pacers         | 4 | Indiana Pacers        | 4                          |                            |                            |  |    |                        |                        |                        |  |    |                   |                   |                   |
|  | E4                |                        |                        |   | Indiana Pacers        | 4                          |                            |                            |  |    |                        |                        |                        |  |    |                   |                   |                   |
|  | E5                | Milwaukee Bucks        | 1                      |   |                       |                            |                            |                            |  |    |                        |                        |                        |  |    |                   |                   |                   |
|  | E5                | Milwaukee Bucks        | 1                      |   |                       |                            |                            |                            |  | E4 | Indiana Pacers         | 4                      |                        |  |    |                   |                   |                   |
|  | Conferencia Este  |                        |                        |   |                       |                            |                            |                            |  | E4 | Indiana Pacers         | 4                      |                        |  |    |                   |                   |                   |
|  |                   | E3                     | New York Knicks        | 2 |                       |                            |                            |                            |  |    |                        |                        |                        |  |    |                   |                   |                   |
|  | E3                | E3                     | New York Knicks        | 2 | New York Knicks       | 4                          |                            |                            |  |    |                        |                        |                        |  |    |                   |                   |                   |
|  | E3                |                        |                        |   | New York Knicks       | 4                          |                            |                            |  |    |                        |                        |                        |  |    |                   |                   |                   |
|  | E6                | Detroit Pistons        | 2                      |   |                       |                            |                            |                            |  |    |                        |                        |                        |  |    |                   |                   |                   |
|  | E6                | Detroit Pistons        | 2                      |   | E3                    | New York Knicks            | 4                          |                            |  |    |                        |                        |                        |  |    |                   |                   |                   |
|  |                   |                        |                        |   | E3                    | New York Knicks            | 4                          |                            |  |    |                        |                        |                        |  |    |                   |                   |                   |
|  |                   | E2                     | Boston Celtics         | 2 |                       |                            |                            |                            |  |    |                        |                        |                        |  |    |                   |                   |                   |
|  | E2                | E2                     | Boston Celtics         | 2 | Boston Celtics        | 4                          |                            |                            |  |    |                        |                        |                        |  |    |                   |                   |                   |
|  | E2                |                        |                        |   | Boston Celtics        | 4                          |                            |                            |  |    |                        |                        |                        |  |    |                   |                   |                   |
|  | E7                | Orlando Magic          | 1                      |   |                       |                            |                            |                            |  |    |                        |                        |                        |  |    |                   |                   |                   |
|  | E7                | Orlando Magic          | 1                      |   |                       |                            |                            |                            |  |    |                        |                        |                        |  | E4 | Indiana Pacers    | 3                 |                   |
|  |                   |                        |                        |   |                       |                            |                            |                            |  |    |                        |                        |                        |  | E4 | Indiana Pacers    | 3                 |                   |
|  |                   | O1                     | Oklahoma City Thunder  | 4 |                       |                            |                            |                            |  |    |                        |                        |                        |  |    |                   |                   |                   |
|  | O1                | O1                     | Oklahoma City Thunder  | 4 | Oklahoma City Thunder | 4                          |                            |                            |  |    |                        |                        |                        |  |    |                   |                   |                   |
|  | O1                |                        |                        |   | Oklahoma City Thunder | 4                          |                            |                            |  |    |                        |                        |                        |  |    |                   |                   |                   |
|  | O8                | Memphis Grizzlies      | 0                      |   |                       |                            |                            |                            |  |    |                        |                        |                        |  |    |                   |                   |                   |
|  | O8                | Memphis Grizzlies      | 0                      |   | O1                    | Oklahoma City Thunder      | 4                          |                            |  |    |                        |                        |                        |  |    |                   |                   |                   |
|  |                   |                        |                        |   | O1                    | Oklahoma City Thunder      | 4                          |                            |  |    |                        |                        |                        |  |    |                   |                   |                   |
|  |                   | O4                     | Denver Nuggets         | 3 |                       |                            |                            |                            |  |    |                        |                        |                        |  |    |                   |                   |                   |
|  | O4                | O4                     | Denver Nuggets         | 3 | Denver Nuggets        | 4                          |                            |                            |  |    |                        |                        |                        |  |    |                   |                   |                   |
|  | O4                |                        |                        |   | Denver Nuggets        | 4                          |                            |                            |  |    |                        |                        |                        |  |    |                   |                   |                   |
|  | O5                | Los Angeles Clippers   | 3                      |   |                       |                            |                            |                            |  |    |                        |                        |                        |  |    |                   |                   |                   |
|  | O5                | Los Angeles Clippers   | 3                      |   |                       |                            |                            |                            |  | O1 | Oklahoma City Thunder  | 4                      |                        |  |    |                   |                   |                   |
|  | Conferencia Oeste |                        |                        |   |                       |                            |                            |                            |  | O1 | Oklahoma City Thunder  | 4                      |                        |  |    |                   |                   |                   |
|  |                   | O6                     | Minnesota Timberwolves | 1 |                       |                            |                            |                            |  |    |                        |                        |                        |  |    |                   |                   |                   |
|  | O3                | O6                     | Minnesota Timberwolves | 1 | Los Angeles Lakers    | 1                          |                            |                            |  |    |                        |                        |                        |  |    |                   |                   |                   |
|  | O3                |                        |                        |   | Los Angeles Lakers    | 1                          |                            |                            |  |    |                        |                        |                        |  |    |                   |                   |                   |
|  | O6                | Minnesota Timberwolves | 4                      |   |                       |                            |                            |                            |  |    |                        |                        |                        |  |    |                   |                   |                   |
|  | O6                | Minnesota Timberwolves | 4                      |   | O6                    | Minnesota Timberwolves     | 4                          |                            |  |    |                        |                        |                        |  |    |                   |                   |                   |
|  |                   |                        |                        |   | O6                    | Minnesota Timberwolves     | 4                          |                            |  |    |                        |                        |                        |  |    |                   |                   |                   |
|  |                   | O7                     | Golden State Warriors  | 1 |                       |                            |                            |                            |  |    |                        |                        |                        |  |    |                   |                   |                   |
|  | O2                | O7                     | Golden State Warriors  | 1 | Houston Rockets       | 3                          |                            |                            |  |    |                        |                        |                        |  |    |                   |                   |                   |
|  | O2                |                        |                        |   | Houston Rockets       | 3                          |                            |                            |  |    |                        |                        |                        |  |    |                   |                   |                   |
|  | O7                | Golden State Warriors  | 4                      |   |                       |                            |                            |                            |  |    |                        |                        |                        |  |    |                   |                   |                   |

Negrita - Ganador de las series

## Estadísticas
Actualizado a 14 de abril de 2025

### Líderes estadísticas individuales
| Categoría               | Jugador                 | Equipo                | Estadística |
| ----------------------- | ----------------------- | --------------------- | ----------- |
| Puntos por partido      | Shai Gilgeous-Alexander | Oklahoma City Thunder | 32.7        |
| Rebotes por partido     | Domantas Sabonis        | Sacramento Kings      | 13.9        |
| Asistencias por partido | Trae Young              | Atlanta Hawks         | 11.6        |
| Robos por partido       | Dyson Daniels           | Atlanta Hawks         | 3.0         |
| Tapones por partido     | Victor Wembanyama       | San Antonio Spurs     | 3.8         |
| Pérdidas por partido    | Trae Young              | Atlanta Hawks         | 4.7         |
| Faltas por partido      | Jaren Jackson Jr.       | Memphis Grizzlies     | 3.5         |
| Faltas por partido      | Karl-Anthony Towns      | New York Knicks       | 3.5         |
| Minutos por partido     | Josh Hart               | New York Knicks       | 37.6        |
| % Tiros de campo        | Jarrett Allen           | Cleveland Cavaliers   | 70.6        |
| % Tiros libres          | Stephen Curry           | Golden State Warriors | 93.3        |
| % Triples               | Seth Curry              | Charlotte Hornets     | 45.6        |
| Eficiencia por partido  | Nikola Jokić            | Denver Nuggets        | 42.2        |
| Doble-dobles            | Domantas Sabonis        | Sacramento Kings      | 61          |
| Triple-dobles           | Nikola Jokić            | Denver Nuggets        | 34          |

### Máximos individuales en un partido
| Categoría   | Jugador           | Equipo                | Estadística |
| ----------- | ----------------- | --------------------- | ----------- |
| Puntos      | Nikola Jokić      | Denver Nuggets        | 61          |
| Rebotes     | Domantas Sabonis  | Sacramento Kings      | 28          |
| Asistencias | Trae Young        | Atlanta Hawks         | 22          |
| Asistencias | Nikola Jokić      | Denver Nuggets        | 22          |
| Robos       | Kelly Oubre Jr.   | Philadelphia 76ers    | 8           |
| Robos       | Dyson Daniels     | Atlanta Hawks         | 8           |
| Robos       | Josh Giddey       | Chicago Bulls         | 8           |
| Tapones     | Victor Wembanyama | San Antonio Spurs     | 10          |
| Triples     | Stephen Curry     | Golden State Warriors | 12          |

### Líderes estadísticas por equipos
| Categoría                | Equipo                | Estadística |
| ------------------------ | --------------------- | ----------- |
| Puntos por partido       | Cleveland Cavaliers   | 121.9       |
| Rebotes por partido      | Houston Rockets       | 48.5        |
| Asistencias por partido  | Denver Nuggets        | 31.0        |
| Robos por partido        | Oklahoma City Thunder | 10.3        |
| Tapones por partido      | Orlando Magic         | 6.0         |
| Pérdidas por partido     | Utah Jazz             | 17.2        |
| Faltas por partido       | Toronto Raptors       | 21.2        |
| % Tiros de campo         | Denver Nuggets        | 50.6        |
| % Tiros libres           | Oklahoma City Thunder | 81.9        |
| % Triples                | Milwaukee Bucks       | 38.7        |
| Margen de victoria (+/-) | Oklahoma City Thunder | +12.9       |

## Premios

### Reconocimientos individuales
| Premio                    | Ganador(es)                                     | Finalistas |
| ------------------------- | ----------------------------------------------- | --- |
| MVP de la Temporada       | Shai Gilgeous-Alexander (Oklahoma City Thunder) | Giannis Antetokounmpo (Milwaukee Bucks) Nikola Jokić (Denver Nuggets)                                                           |
| Mejor Defensor            | Evan Mobley (Cleveland Cavaliers)               | Dyson Daniels (Atlanta Hawks) Draymond Green (Golden State Warriors)                                                            |
| Rookie del Año            | Stephon Castle (San Antonio Spurs)              | Zaccharie Risacher (Atlanta Hawks) Jaylen Wells (Memphis Grizzlies)                                                             |
| Mejor Sexto Hombre        | Payton Pritchard (Boston Celtics)               | Malik Beasley (Detroit Pistons) Ty Jerome (Cleveland Cavaliers)                                                                 |
| Jugador Más Mejorado      | Dyson Daniels (Atlanta Hawks)                   | Cade Cunningham (Detroit Pistons) Ivica Zubac (Los Angeles Clippers)                                                            |
| Clutch Player of the Year | Jalen Brunson (New York Knicks)                 | Anthony Edwards (Minnesota Timberwolves) Nikola Jokić (Denver Nuggets)                                                          |
| Entrenador del Año        | Kenny Atkinson (Cleveland Cavaliers)            | J.B. Bickerstaff (Detroit Pistons) Ime Udoka (Houston Rockets)                                                                  |
| Ejecutivo del Año         | Sam Presti (Oklahoma City Thunder)              | |
| Jugador Más Deportivo     | Jrue Holiday (Boston Celtics)                   | |
| Social Justice Champion   | Jrue Holiday (Boston Celtics)                   | Bam Adebayo (Miami Heat) Harrison Barnes (San Antonio Spurs) Chris Boucher (Toronto Raptors) CJ McCollum (New Orleans Pelicans) |
| Compañero del Año         | Stephen Curry (Golden State Warriors)           | |
| Premio Community Assist   |                                                 | |
| Premio Hustle             | Draymond Green (Golden State Warriors)          | |

| - Mejor quinteto de la NBA: - F Giannis Antetokounmpo, Milwaukee Bucks - F Jayson Tatum, Boston Celtics - C Nikola Jokić, Denver Nuggets - G Shai Gilgeous-Alexander, Oklahoma City Thunder - G Donovan Mitchell, Cleveland Cavaliers | - Segundo mejor quinteto de la NBA: - F LeBron James, Los Angeles Lakers - F Evan Mobley, Cleveland Cavaliers - G Jalen Brunson, New York Knicks - G Stephen Curry, Golden State Warriors - G Anthony Edwards, Minnesota Timberwolves | - Tercer mejor quinteto de la NBA: - F Karl-Anthony Towns, New York Knicks - F Jalen Williams, Oklahoma City Thunder - G Cade Cunningham, Detroit Pistons - G Tyrese Haliburton, Indiana Pacers - G James Harden, Los Angeles Clippers |

| - Mejor quinteto defensivo de la NBA: - F Draymond Green, Golden State Warriors - F Amen Thompson, Houston Rockets - C Evan Mobley, Cleveland Cavaliers - G Dyson Daniels, Atlanta Hawks - G Luguentz Dort, Oklahoma City Thunder | - Segundo mejor quinteto defensivo de la NBA: - F Toumani Camara, Portland Trail Blazers - F Jaren Jackson Jr., Memphis Grizzlies - F Jalen Williams, Oklahoma City Thunder - C Rudy Gobert, Minnesota Timberwolves - C Ivica Zubac, Los Angeles Clippers |

| - Mejor quinteto de rookies: - Stephon Castle, San Antonio Spurs - Zach Edey, Memphis Grizzlies - Zaccharie Risacher, Atlanta Hawks - Alex Sarr, Washington Wizards - Jaylen Wells, Memphis Grizzlies | - 2.º mejor quinteto de rookies: - Matas Buzelis, Chicago Bulls - Bub Carrington, Washington Wizards - Donovan Clingan, Portland Trail Blazers - Yves Missi, New Orleans Pelicans - Kel'el Ware, Miami Heat |

### Jugadores de la semana
Los siguientes jugadores fueron nombrados Jugadores de la Semana de las Conferencias Este y Oeste.
| Semana                            | Conferencia Este                              | Conferencia Oeste                                     | Ref.                                  |
| --------------------------------- | --------------------------------------------- | ----------------------------------------------------- | ------------------------------------- |
| 22 al 27 de octubre               | Jayson Tatum (Boston Celtics) (1/2)           | Anthony Davis (Los Angeles Lakers) (1/1)              | [ 45 ]                                |
| 28 de octubre al 3 de noviembre   | Donovan Mitchell (Cleveland Cavaliers) (1/2)  | Devin Booker (Phoenix Suns) (1/1)                     | [ 46 ]                                |
| 4 al 10 de noviembre              | Darius Garland (Cleveland Cavaliers) (1/2)    | Nikola Jokić (Denver Nuggets) (1/3)                   | [ 47 ]                                |
| 11 al 17 de noviembre             | Franz Wagner (Orlando Magic) (1/1)            | De'Aaron Fox (Sacramento Kings) (1/1)                 | [ 48 ]                                |
| 18 al 24 de noviembre             | Giannis Antetokounmpo (Milwaukee Bucks) (1/4) | Harrison Barnes (San Antonio Spurs) (1/1)             | [ 49 ]                                |
| 25 de noviembre al 1 de diciembre | Jalen Brunson (New York Knicks) (1/2)         | Alperen Şengün (Houston Rockets) (1/1)                | [ 50 ]                                |
| 2 al 8 de diciembre               | Tyler Herro (Miami Heat) (1/1)                | Luka Dončić (Dallas Mavericks) (1/1)                  | [ 51 ]                                |
| 9 al 15 de diciembre              | sin premio por la final de la NBA Cup         | sin premio por la final de la NBA Cup                 | sin premio por la final de la NBA Cup |
| 16 al 22 de diciembre             | Cade Cunningham (Detroit Pistons) (1/1)       | Victor Wembanyama (San Antonio Spurs) (1/1)           | [ 52 ]                                |
| 23 al 29 de diciembre             | Tyrese Maxey (Philadelphia 76ers) (1/1)       | Shai Gilgeous-Alexander (Oklahoma City Thunder) (1/2) | [ 53 ]                                |
| 30 de diciembre al 5 de enero     | Jayson Tatum (Boston Celtics) (2/2)           | Nikola Jokić (Denver Nuggets) (2/3)                   | [ 54 ]                                |
| 6 al 12 de enero                  | Darius Garland (Cleveland Cavaliers) (2/2)    | Domantas Sabonis (Sacramento Kings) (1/1)             | [ 55 ]                                |
| 13 al 19 de enero                 | Giannis Antetokounmpo (Milwaukee Bucks) (2/4) | Jalen Green (Houston Rockets) (1/2)                   | [ 56 ]                                |
| 20 al 26 de enero                 | Scottie Barnes (Toronto Raptors) (1/1)        | Jaren Jackson Jr. (Memphis Grizzlies) (1/1)           | [ 57 ]                                |
| 27 de enero al 2 de febrero       | Donovan Mitchell (Cleveland Cavaliers) (2/2)  | LeBron James (Los Angeles Lakers) (1/1)               | [ 58 ]                                |
| 3 al 9 de febrero                 | Trae Young (Atlanta Hawks) (1/2)              | Nikola Jokić (Denver Nuggets) (3/3)                   | [ 59 ]                                |
| 10 al 23 de febrero               | sin premio por el parón del All-Star          | sin premio por el parón del All-Star                  | sin premio por el parón del All-Star  |
| 24 de febrero al 2 de marzo       | Jalen Brunson (New York Knicks) (2/2)         | Zach LaVine (Sacramento Kings) (1/1)                  | [ 60 ]                                |
| 3 al 9 de marzo                   | Trae Young (Atlanta Hawks) (2/2)              | Shai Gilgeous-Alexander (Oklahoma City Thunder) (2/2) | [ 61 ]                                |
| 10 al 16 de marzo                 | Coby White (Chicago Bulls) (1/2)              | Anthony Edwards (Minnesota Timberwolves) (1/1)        | [ 62 ]                                |
| 17 al 23 de marzo                 | Coby White (Chicago Bulls) (2/2)              | Kevin Durant (Phoenix Suns) (1/1)                     | [ 63 ]                                |
| 24 al 30 de marzo                 | Paolo Banchero (Orlando Magic) (1/1)          | Jalen Green (Houston Rockets) (2/2)                   | [ 64 ]                                |
| 31 de marzo al 6 de abril         | Giannis Antetokounmpo (Milwaukee Bucks) (3/4) | Kawhi Leonard (Los Angeles Clippers) (1/1)            | [ 65 ]                                |
| 7 al 13 de abril                  | Giannis Antetokounmpo (Milwaukee Bucks) (4/4) | James Harden (Los Angeles Clippers) (1/1)             | [ 66 ]                                |

### Jugadores del Mes
Los siguientes jugadores fueron nombrados Jugadores del Mes de las Conferencias Este y Oeste.
| Mes               | Conferencia Este                              | Conferencia Oeste                                     | Ref.   |
| ----------------- | --------------------------------------------- | ----------------------------------------------------- | ------ |
| octubre/noviembre | Jayson Tatum (Boston Celtics) (1/1)           | Shai Gilgeous-Alexander (Oklahoma City Thunder) (1/3) | [ 67 ] |
| diciembre         | Karl-Anthony Towns (New York Knicks) (1/1)    | Shai Gilgeous-Alexander (Oklahoma City Thunder) (2/3) | [ 68 ] |
| enero             | Giannis Antetokounmpo (Milwaukee Bucks) (1/1) | Nikola Jokić (Denver Nuggets) (1/1)                   | [ 69 ] |
| febrero           | Donovan Mitchell (Cleveland Cavaliers) (1/1)  | LeBron James (Los Angeles Lakers) (1/1)               | [ 70 ] |
| marzo             | Coby White (Chicago Bulls) (1/1)              | Shai Gilgeous-Alexander (Oklahoma City Thunder) (3/3) | [ 71 ] |

### Defensor del Mes
Los siguientes jugadores fueron nombrados Defensores del Mes de las Conferencias Este y Oeste.
| Mes               | Conferencia Este                        | Conferencia Oeste                             | Ref.   |
| ----------------- | --------------------------------------- | --------------------------------------------- | ------ |
| octubre/noviembre | Dyson Daniels (Atlanta Hawks) (1/2)     | Victor Wembanyama (San Antonio Spurs) (1/1)   | [ 67 ] |
| diciembre         | Evan Mobley (Cleveland Cavaliers) (1/2) | Jaren Jackson Jr. (Memphis Grizzlies) (1/1)   | [ 68 ] |
| enero             | Andrew Nembhard (Indiana Pacers) (1/1)  | Amen Thompson (Houston Rockets) (1/1)         | [ 69 ] |
| febrero           | Evan Mobley (Cleveland Cavaliers) (2/2) | Toumani Camara (Portland Trail Blazers) (1/1) | [ 70 ] |
| marzo             | Dyson Daniels (Atlanta Hawks) (2/2)     | Draymond Green (Golden State Warriors) (1/1)  | [ 71 ] |

### Rookies del Mes
Los siguientes jugadores fueron nombrados Rookie del Mes de las Conferencias Este y Oeste.
| Mes               | Conferencia Este                         | Conferencia Oeste                        | Ref.   |
| ----------------- | ---------------------------------------- | ---------------------------------------- | ------ |
| octubre/noviembre | Jared McCain (Philadelphia 76ers) (1/1)  | Jaylen Wells (Memphis Grizzlies) (1/1)   | [ 67 ] |
| diciembre         | Alex Sarr (Washington Wizards) (1/1)     | Yves Missi (New Orleans Pelicans) (1/1)  | [ 68 ] |
| enero             | Kel'el Ware (Miami Heat) (1/1)           | Stephon Castle (San Antonio Spurs) (1/2) | [ 69 ] |
| febrero           | Zaccharie Risacher (Atlanta Hawks) (1/2) | Isaiah Collier (Utah Jazz) (1/1)         | [ 70 ] |
| marzo             | Zaccharie Risacher (Atlanta Hawks) (2/2) | Stephon Castle (San Antonio Spurs) (2/2) | [ 71 ] |

### Entrenadores del Mes
Los siguientes entrenadores fueron nombrados Entrenadores del Mes de las Conferencias Este y Oeste.
| Mes               | Conferencia Este                           | Conferencia Oeste                             | Ref.   |
| ----------------- | ------------------------------------------ | --------------------------------------------- | ------ |
| octubre/noviembre | Kenny Atkinson (Cleveland Cavaliers) (1/2) | Ime Udoka (Houston Rockets) (1/2)             | [ 67 ] |
| diciembre         | Kenny Atkinson (Cleveland Cavaliers) (2/2) | Mark Daigneault (Oklahoma City Thunder) (1/3) | [ 68 ] |
| enero             | Rick Carlisle (Indiana Pacers) (1/1)       | Ime Udoka (Houston Rockets) (2/2)             | [ 69 ] |
| febrero           | J. B. Bickerstaff (Detroit Pistons) (1/1)  | Mark Daigneault (Oklahoma City Thunder) (2/3) | [ 70 ] |
| marzo             | Joe Mazzulla (Boston Celtics) (1/1)        | Mark Daigneault (Oklahoma City Thunder) (3/3) | [ 71 ] |

## Pabellones
- Los Angeles Clippers comenzaron a disputar sus partidos en su nuevo estadio, el Intuit Dome de Inglewood, California, inaugurado el 15 de agosto de 2024, ubicado a poco más de cien metros del SoFi Stadium y de The Forum, así como a 5 kilómetros del Aeropuerto Internacional de Los Ángeles.[72] Previamente, los Clippers habían jugado por 25 años en el Crypto.com Arena desde la temporada 1999-00, compartiendo casa con Los Angeles Lakers. Con esto, es la primera vez desde la temporada 1998-99 que todas las franquicias de la NBA cuentan con un recinto propio.
- El 18 de febrero de 2025, el recinto donde juegan los Cleveland Cavaliers cambiaba de denominación, pasando de Rocket Mortgage FieldHouse a Rocket Arena, como parte del proceso de rebranding de la compañía de servicios financieros.[73]
- Aquel mismo día, 18 de febrero de 2025, los Phoenix Suns anunciaban que iban a buscar un nuevo socio para denominar su recinto, mientras tanto, el nombre de Footprint Center se removía y el estadio temporalmente se llamaría PHX Arena.[74]

## Eventos notables de la temporada
- El 27 de junio de 2024, en el draft de la NBA de 2024, Bronny James era seleccionado por Los Angeles Lakers en la segunda ronda y como 55.° jugador global. Siendo hijo de LeBron James, actual jugador de los Lakers, se convertían oficialmente en la primera dupla de padre e hijo en jugar en la NBA.[75]
  - Su debut jugando juntos se dio oficialmente el 22 de octubre de 2024, en una victoria contra los Timberwolves.[76][77]
- El 1 de julio de 2024, Jayson Tatum firmó una extensión de contrato con los Celtics por cinco años y 314 millones de dólares, siendo la mayor en la historia de la liga.[78]

Octubre
- 22 de octubre: Los Celtics igualaron el récord de más triples en un solo partido con 29, en la victoria contra los Knicks.[79]
- 25 de octubre 
  - Los Golden State Warriors se convirtieron en el primer equipo en la historia de la NBA en abrir su temporada con dos victorias por 35 puntos de diferencia.[80]
  - LeBron James se convirtió en el primer jugador en conseguir un triple-doble en su 22.ª temporada.[81]
- 26 de octubre: LeBron James fue el jugador más longevo (39 años y 301 días) en liderar las estadísticas de puntos, rebotes y asistencias en un partido entre ambos equipos.[82]
- 28 de octubre: Kevin Durant llegó a ser el octavo jugador en anotar 29 mil puntos en la historia de la NBA.[83]
- 31 de octubre: En la victoria de los Spurs sobre Utah Jazz, Victor Wembanyama consiguió su segundo 5x5 (al menos registrar cinco en puntos, rebotes, asistencias, tapones y robos) en su carrera y se convirtió en el tercer jugador en la historia de la liga en registrar múltiples 5x5.[84] Previamente, Hakeem Olajuwon y Andréi Kirilenko fueron los únicos en haberlo logrado.[85]

Noviembre
- 6 de noviembre: Con el triunfo de los Cavaliers sobre New Orleans Pelicans, Kenny Atkinson estableció una nueva marca de más victorias como nuevo entrenador en una franquicia, con 9.[86] Posteriormente, la extendió a 15 con otro triunfo el 17 de noviembre sobre los Hornets.
- 8 de noviembre: Con su victoria sobre los Warriors por 136-117, los Cavaliers consiguieron ser el primer equipo en ganar sus primeros diez encuentros anotando por lo menos 110 puntos en cada juego.[87]
- 9 de noviembre: Victor Wembanyama se convirtió en el primer jugador en la historia de la NBA en registrar múltiples partidos con al menos 20 puntos, 15 rebotes, 5 triples y 5 tapones.[88]
- 13 de noviembre
  - LeBron James se convirtió en el jugador de mayor edad, 39 años y 319 días, en registrar tres triples-dobles consecutivos en la victoria de los Lakers sobre Memphis Grizzlies.[89]
  - Chris Paul hizo historia al convertirse en el tercer jugador de la historia en conseguir 12 mil asistencias, ostentando ese logro junto a John Stockton y Jason Kidd.[90]
- 17 de noviembre: Con sus dos triples en el partido contra Utah, James Harden superó a Ray Allen y se posicionó en el segundo lugar histórico de jugadores con más triples convertidos en la liga.[91]
- 19 de noviembre
  - En el juego de los Lakers contra el Jazz, Dalton Knecht igualó el récord de más triples anotados por un novato en un solo partido de la NBA, con nueve.[92]
  - Con una victoria de 120-117, los Celtics vencieron a los Cavaliers, cortando su racha de 15 victorias consecutivas. La franquicia de Cleveland igualó a los Washington Capitols de 1948-49 y a los Houston Rockets de 1993-94, con la segunda mayor racha ganadora de la liga.[93]
- 29 de noviembre: A pesar de la derrota frente a Boston, Zach LaVine hizo historia al llegar a 1050 triples en los Chicago Bulls, dejando atrás a Kirk Hinrich y convirtiéndose en el mayor triplero en la historia de la franquicia de Chicago.[94]

Diciembre
- 1 de diciembre: En la victoria de los Clippers contra los Nuggets, James Harden consiguió seis triples y con ello logró llegar a los 3 mil triples en su carrera, siendo el segundo jugador en hacerlo después de Stephen Curry.[95]
- 5 de diciembre: Pese a que los Nuggets cayeron contra Cleveland, Nikola Jokić registró su triple-doble número 139 en su carrera, lo que lo posiciona en el tercer lugar histórico de esa estadística en solitario, dejando atrás a Magic Johnson.[96]
- 8 de diciembre: En el partido de los Spurs contra los Pelicans, Chris Paul consiguió la asistencia número 12,092 de carrera, lo que lo posicionó en el segundo lugar histórico de esa categoría, superando a Jason Kidd y por detrás de John Stockton.[97]
- 13 de diciembre: Tanto los Phoenix Suns como Utah Jazz en conjunto consiguieron 44 triples anotados (22 cada equipo), siendo que esta marca había igualado la mayor marca de triples convertidos en un solo partido y había roto el récord de triples en un juego que no contó con prórroga. Los Suns ganaron 134-126.[98]
- 15 de diciembre: Dos días después, la marca antes mencionada fue superada, pues en conjunto los Golden State Warriors y Dallas Mavericks anotaron entre ambos 48 triples (27 de los Warriors, 21 de los Mavericks). Dallas ganó 143-133.[99]
- 19 de diciembre: LeBron James superaba a Kareem Abdul-Jabbar y se convertía en el jugador con más minutos disputados en la historia de la NBA.[100]

Enero
- 3 de enero: En el triunfo de los Lakers sobre Atlanta, LeBron James disputó su partido número 1523, convirtiéndose en el cuarto jugador con más partidos en la historia de la NBA, dejando atrás a Dirk Nowitzki.[101] Asimismo, este fue su juego número 563 donde conseguía anotar por lo menos 30 puntos, rompiendo la marca de 562 que poseía Michael Jordan y siendo el baloncestista con más partidos convirtiendo 30 puntos o más en la historia de la liga.[101]
- 10 de enero: En el partido que los Nuggets ganaron sobre Brooklyn, Nikola Jokić y Russell Westbrook se convirtieron en la primera pareja de compañeros en registrar un triple-doble en más de un partido.[102]

Febrero
- 1 de febrero: LeBron James se convirtió en el primer jugador en registrar más de un triple-doble a la edad de 40 años.[103]
- 3 de febrero: A pesar de que su equipo no pudo vencer, con sus 34 puntos en este partido, Devin Booker llegó a 15,667 puntos con los Suns, volviéndose el mayor anotador en la historia de la franquicia de Phoenix, superando a Walter Davis.[104]
- 6 de febrero: Con un desempeño en el que registró 42 puntos ante los Warriors, y ya con 40 años y 38 días, LeBron James se convirtió en el jugador más longevo en registrar un partido de 40 puntos, superando la marca de 40 años y 4 días de Michael Jordan.[105]
- 11 de febrero: Con sus 34 puntos en el encuentro de Phoenix frente a Memphis, Kevin Durant se convirtió en el octavo jugador en superar los 30 mil puntos en la historia de la NBA.[106]
- 25 de febrero: Ahora jugando para los Lakers, Luka Dončić se apuntó un triple-doble contra su anterior equipo, los Dallas Mavericks. Con esto se volvió el cuarto jugador en conseguir un triple-doble ante su ex-equipo (Lonzo Ball, James Harden y DeMar DeRozan).[107] Asimismo, Dončić también fue el tercer baloncestista en registrar un triple-doble jugando contra los 30 equipos NBA, uniéndose a LeBron James y Russell Westbrook.[108]

Marzo
- 3 de marzo: Tras conseguir el triunfo con los Lakers en contra de los Clippers, LeBron James se convirtió en el cuarto baloncestista en llegar a las mil victorias jugando en la NBA, integrándose a Kareem Abdul-Jabbar, Robert Parish y Tim Duncan.[109]
- 4 de marzo: En una victoria contra los Pelicans, tras conectar un triple al inicio del partido, LeBron James se volvió el primer jugador en alcanzar los 50 mil puntos combinando partidos de temporada regular con juegos de playoffs.[110]
- 5 de marzo: En el juego que Boston terminó ganando ante los Portland Trail Blazers, tras conseguir 10 y 9 triples respectivamente, Payton Pritchard y Derrick White fueron la primera pareja de compañeros en registrar al menos nueve triples en un mismo partido.[111]
- 7 de marzo: En el partido de los Nuggets frente a los Suns, Nikola Jokić se volvió el primer jugador en conseguir 30 puntos, 20 rebotes y 20 asistencias en un mismo juego.[112]
- 8 de marzo: En el juego de Golden State ante Detroit, Stephen Curry llegó a los 26 mil puntos en su carrera, siendo el 26.° jugador en conseguir dicha marca.[113]
- 13 de marzo: Al mismo tiempo que los Warriors derrotaban a los Sacramento Kings, Stephen Curry registraba dos triples y llegaba a 4 mil triples en su carrera, siendo el primero en alcanzar dicho logro.[114]
- 19 de marzo: En el triunfo de los Spurs sobre los New York Knicks, el pívot georgiano de San Antonio, Sandro Mamukelashvili se convirtió en el primer jugador en la historia de la NBA en anotar 34 puntos en menos de 20 minutos disputados.[115]
- 20 de marzo: A pesar de que los Kings cayeron ante los Bulls, DeMar DeRozan hizo historia al convertirse en el 27.° baloncestista en alcanzar los 25 mil puntos en la NBA.[116]
- 23 de marzo: En el juego que los Atlanta Hawks vencieron a Philadelphia, el australiano Dyson Daniels se volvió el jugador más joven en conseguir al menos 200 robos de balón en una temporada, con 22 años y 6 días, rompiendo la marca de 22 años y 40 días que poseía Magic Johnson.[117] Sumado a esto, Daniels se volvió también en el tercer jugador en registrar 200 robos en este nuevo siglo, uniéndose a Allen Iverson (2002-03) y Chris Paul (2007-08 y 2008-09) en este rubro.[117]
- 28 de marzo: Los Pistons conseguían su primera temporada ganadora desde 2016.[118] Además, era su victoria número 42, triplicando los 14 triunfos conseguidos en la 2023-24, convirtiéndose así en el segundo equipo en la historia de la liga en triplicar su total de victorias de la temporada anterior, uniéndose a los Charlotte Bobcats de la 2012-13, que fueron el primer equipo en este rubro.[119]
- 31 de marzo: El partido entre los Pistons y Timberwolves registró una dura pelea en el último cuarto tras un empujón de Donte DiVincenzo a Naz Reid. Esta batalla ocasionó siete expulsiones y registró 12 faltas técnicas, la mayor cantidad de infracciones en un partido de NBA en los últimos 20 años.[120]

Abril
- 1 de abril: A pesar de que Denver no pudo vencer a Minnesota, Nikola Jokić registró 61 puntos, 10 rebotes y 10 asistencias, siendo este el triple-doble con más puntos en la historia de la NBA.[121]
- 4 de abril: En el partido contra los Suns, Payton Pritchard anotó un triple con 3 minutos y 40 segundos restantes en el segundo periodo. Este era el triple número 1364 en la temporada para los Celtics. Con ello, la franquicia de Boston se convertía en el equipo con más triples anotados en una sola temporada de la NBA, superando a los Golden State Warriors de la temporada 2022-23 que habían conseguido 1363.[122]
- 8 de abril: Tras derrotar a los Lakers por un marcador de 136-120, el Oklahoma City Thunder conseguía establecer una marca de 51 victorias por diferencia de doble dígito en puntos en una temporada, lo cual era un nuevo récord tras más de cinco décadas, superando la anterior marca de 50 triunfos establecida por los propios Lakers en la temporada 1971-72.[123]
- 9 de abril: LeBron James jugaba su partido número 1561 en temporada regular en su carrera como jugador NBA, dejando atrás nuevamente a Kareem Abdul-Jabbar y se volvía el segundo jugador con más presencias en temporada regular en la historia, estando por detrás de Robert Parish quien posee 1611 partidos regulares.[124]
- 11 de abril: En la victoria de los Nuggets sobre los Grizzlies, Nikola Jokić registró 13 asistencias. Al haber conseguido la cuarta de esas 13, el serbio logró que sus estadísticas alcanzaran el triple-doble promedio en la temporada, siendo el tercer jugador en obtener dicho logro uniéndose a Russell Westbrook y Oscar Robertson.[125][126]
- 13 de abril: Al iniciar el último partido de la temporada con los Spurs, Chris Paul se convirtió en el primer jugador en ser titular en los 82 juegos en su vigésima temporada o después.[127]
- El Oklahoma City Thunder estableció un nuevo récord del mayor margen diferencial de puntos en promedio en una temporada, con +12.9, superando el anterior récord de +12.3 de los Lakers de la temporada 1971-72.[128]